# Gymnocalycium erinaceum
Gymnocalycium erinaceum är en kaktusväxtart som beskrevs av J.G. Lamb. Gymnocalycium erinaceum ingår i släktet Gymnocalycium och familjen kaktusväxter. Inga underarter finns listade i Catalogue of Life.